# Конрадув (Опольське воєводство)
Конрадув (пол. Konradów) — село в Польщі, у гміні Ґлухолази Ниського повіту Опольського воєводства.
Населення — 994 особи (2011).

## Демографія
Демографічна структура станом на 31 березня 2011 року:
|          | Загалом | Допрацездатний вік | Працездатний вік | Постпрацездатний вік |
| -------- | ------- | ------------------ | ---------------- | -------------------- |
| Чоловіки | 503     | 95                 | 345              | 63                   |
| Жінки    | 491     | 91                 | 275              | 125                  |
| Разом    | 994     | 186                | 620              | 188                  |